# Freizeitbad Greifswald
Das Freizeitbad Greifswald wird betrieben durch die Schwimmbad und Anlagen Greifswald GmbH und ist ein multifunktionales Sport- und Freizeitbad. Die Freizeitanlage liegt zentral in der Pappelallee der Universitäts- und Hansestadt Greifswald. Zur Schwimm- und Badelandschaft gehören ein Saunabereich und ein Restaurant.
Zuvor stand seit den 1960er Jahren am gleichen Standort die alte Schwimmhalle. Die damaligen Becken hatten eine Wasserfläche von 313 m², wurde zu ca. 80 % durch den Schul- oder Vereinsschwimmsport genutzt. Im August 1997 wurde die Halle abgerissen, weil das Ende der technischen Lebensdauer erreicht war und die Sanierung oder Umbau weder funktional noch von den Kosten her vertretbar schien.

## Badelandschaft und Sauna
Neben einem 25-Meter-Sportbecken und Sprungbecken mit 1-Meter-Brett und 3-Meter-Turm bietet das Freizeitbad Greifswald auch ein Variobecken mit behindertengerechter Ausstattung und Hubboden für unterschiedliche Wassertiefen. Zudem gibt es ein separates Kinderbecken und eine 40-Meter-Wasserrutsche. Das Spaßbecken mit Whirlpool, Massagedüsen und Wasserfall ist über zwei Schwimmkanäle mit einem Außenbecken erreichbar.

### Ausgestaltung
- Schwimmbecken mit 6 Bahnen (25 Meter)
- Whirlpool mit zehn Sitzplätzen
- 40-Meter-Wasserrutsche
- Spaßbecken
- Massagedüsen und Schwalldüsen
- Wasserfall
- Sprudelplatte
- Strömungskanal
- Grotte mit Wasservorhang
- höhenverstellbares Variobecken
- Kinderbecken
- Delfin mit Wasserspiel
- Kinderrutsche
- Mast mit Wasserspiel
- Kinderspielplatz auf der Empore
- Barfußpfad
- Finnische Sauna
- Dampfbad
- Biosauna (70 Grad)
- Infrarotsauna

### Außenbereich
Der Außenbereich umfasst ein beheiztes Außenbecken, eine Strandlandschaft mit Strandkörben und einen Barfußpfad.

### Zahlen und Fakten
| Becken                 | Wasserfläche in m² | Wassertiefe in m | Wassertemperatur in °C |
| ---------------------- | ------------------ | ---------------- | ---------------------- |
| Spaßbecken             | 640                | 1,35             | 32                     |
| Sprungbecken           | 80                 | 3,80             | 27                     |
| Sportbecken            | 417                | 1,80             | 27                     |
| Variobecken            | 144                | 0–1,35           | 32                     |
| Kinderbecken           | 8                  | 0,40             | 32                     |
| Whirlpool              | 3                  |                  | 32                     |
| Rutschenlandungsbecken | 8                  |                  |                        |

### Sauna
Der Saunabereich des Freizeitbades beinhaltet eine finnische Trockensauna, Tauchbecken, Dampfbad und Sanarium sowie zwei Ruheräume, ein Außenbecken, ein Massageraum und eine Gastronomie. In den verschiedenen Saunen herrschen Temperaturen zwischen 40 Grad am Boden und 100 Grad am höchsten Punkt. Aufgüsse gibt es sowohl in der 70-Grad- als auch in der 95-Grad-Sauna. Die 70-Grad-Sauna ist niedrig temperiert. Das Außenbecken kann textilfrei genutzt werden.